# Ratiratnapradipika
Das Ratiratnapradipika (deutsch: Erleuchtung der Kleinodien der Liebe) wurde von Praudha Deva Raya (kurze Zeit Maharaja von Vijayanagara) im 15. Jahrhundert n. Chr. in Sanskrit verfasst. Wörtlich bedeutet „Rati“ (Liebe durch) Kopulieren, „Ratna“ bedeutet Juwel, Kleinod und „Pradipika“ bedeutet Erleuchter.
Das Oriental Research Institute in Mysuru verfügt über eine alte, vollständige Kopie des Werkes in Sanskrit.

## Das Werk
Das Ratiratnapradipika ist eine kleine Schrift in der Kamashastra-Tradition der indischen Liebeskunst. Das Werk besteht aus 485 Versen, ist in sieben Kapitel gegliedert und baut auf älteren indischen Schriften zur Erotik wie dem Kama Sutra und Ratirahasya auf.
Die Kapitel sind
1. Teil – Liebe in den angenommenen weißen und dunklen vierzehn Tagen
2. Teil – Beschreibung der Kategorien
3. Teil – Äußerer Koitus
4. Teil – Paarung
5. Teil – Spielarten der Stellungen in Abhyantararata
6. Teil – Beschreibung des Auparistaka
7. Teil – Behandlung der verschiedenen Liebes-Akte

Dieses Werk kategorisiert Frauen nach ihren körperlichen, erotischen und aphorisierenden Eigenschaften und beschreibt wie ein Mann in der Zeit der beiden Mondphasen eine Frau erregen soll. Männer und Frauen werden in Bezug auf ihre sexuellen, körperliche Merkmale charakterisiert und die Kompatibilität bzw. Inkompatibilität verschiedener Kombinationen von Männern und Frauen beschrieben. Die Spielarten sexuellen Vergnügens, ihre Techniken und Routinen, mit denen eine Frau bzw. ein Mann zur Befriedigung gebracht werden kann, werden im Detail dargestellt. Dabei liegt ein Gewicht auf den Varianten des oralen Sex. Ein Kapitel behandelt 49 unterschiedliche sexuelle Positionen. Ein weiterer Aspekt im Ratiratnapradipika ist die Verführung von Frauen, sexuelle Spielarten bei verschiedenen emotionalen Bindungen oder sozialer Herkunft der Frau.

## Ausgaben
- K. R. Iyengar, V. Narain (Hrsg.): Ratiratnapradipika: Text with Transliteration and English Translation (= The Vrajajivan Indological Studies. Band 48). Chaukhamba Sanskrit Pratishthan, Delhi 2005, ISBN 81-7084-296-9 (formal falsch) (Sanskrit, englisch).
- Shankar Datta Shastri: Ratiratnapradipika of Praudhadevaraja. Chowkhamba Sanskrit Series Office (Sanskrit und Hindi mit Kamesvari Hindi Komm.).
- Swami Sivapriyananda, Prauḍhadevarāya: South Indian Treatise on the Kamasastra: The Rati-ratna-pradipika of Praudha-Devaraja Maharaja. Abhinav Publications, 2000, ISBN 81-7017-388-4 (englisch).